# Sun Yang
Sun Yang (chinesisch 孫揚 / 孙杨, Pinyin Sūn Yáng; * 1. Dezember 1991 in Hangzhou) ist ein chinesischer Schwimmer und dreifacher Olympionike (2008, 2012, 2016).

## Werdegang

### Olympische Spiele 2008
2008 nahm Sun im Alter von 16 Jahren an den Olympischen Spielen im eigenen Land in Peking teil und trat über einige Freistildistanzen an. Im Schwimmzentrum „Water Cube“ konnte er sich jedoch keine vordere Platzierung sichern. Über 400 m belegte er den 28. Rang und mit der 4 × 200-m-Freistilstaffel den zehnten Platz. Über 1500 m erreichte er zwar das Finale, beendete dieses allerdings mit annähernd 25 Sekunden Rückstand auf den Sieger Oussama Mellouli als Letzter.
Bereits ein Jahr später gewann er bei den Weltmeisterschaften in Rom die Bronzemedaille über die gleiche Distanz und schwamm einige Monate später zu drei Asienmeistertiteln. Nach den Asienspielen 2010, bei denen er zwei Gold- und zwei Silbermedaillen erkämpft hatte, wurde er vom Fernsehsender CCTV als Nachwuchstalent des Jahres ausgezeichnet.
Auf Grund der während der Saison gezeigten Leistungen war Sun einer der Hoffnungsträger seines Landes bei den Weltmeisterschaften 2011 in Shanghai, zu denen er mit vier Weltjahresbestleistungen anreiste. Über 800 m Freistil errang er überlegen vor dem Kanadier Ryan Cochrane seinen ersten Weltmeistertitel; auch die 1500 m Freistil beendete er deutlich vor Cochrane und unterbot den zehn Jahre alten Weltrekord von Grant Hackett.

### Olympische Sommerspiele 2012
Am ersten Wettkampftag der Olympischen Spiele 2012 in London schwamm Sun favorisiert und mit neuem Asienrekord zur Goldmedaille über 400 m Freistil und hatte dabei einen Vorsprung von fast zwei Sekunden auf den Titelverteidiger Park Tae-hwan. Es folgten ein zweiter Rang über 200 m Freistil und die Staffel-Bronzemedaille über die vierfache Distanz.
Am letzten Tag der Londoner Schwimmwettkämpfe zeigte Sun abermals seine Klasse. Über 1500 m Freistil verbesserte er seinen eigenen Weltrekord um mehr als drei Sekunden und verwies Ryan Cochrane sowie den Titelverteidiger Oussama Mellouli auf die Plätze. In diesem Rennen hatte er zunächst einen Fehlstart zu verbuchen, wurde aber, da ihn offenbar Unruhe im Publikum abgelenkt hatte, nicht disqualifiziert.
Bei den Schwimmweltmeisterschaften 2013 in Barcelona konnte Sun dreimal Gold gewinnen.

### Dopingsperre 2014
Im Mai 2014 wurde er bei den nationalen Meisterschaften positiv auf das seit Jahresbeginn auf der Dopingliste stehende Stimulans Trimetazidin getestet und für drei Monate gesperrt.
Bei den Schwimmweltmeisterschaften 2015 wurde er Weltmeister über die 400 m und die 800 m Freistil. Aufsehen erregte Sun Yang, als er im russischen Kasan aus bislang ungeklärten Ursachen nicht an den Start über 1500 m Freistil ging und sich vor dem Start auch nicht abgemeldet hatte. Als amtierender Olympiasieger und mit sehr starken Zeiten in den Vorläufen galt er als Favorit für die Distanz. Es wurde medial vermutet, dass der Rückzug mit einem Vorfall mit einer brasilianischen Schwimmerin zusammenhing. Hier war es zu Handgreiflichkeiten im Einschwimmbecken gekommen. Sun gab später Herzprobleme als Begründung an. Im Vorfeld gab es wegen der positiven Dopingproben von 2014 Proteste über die Teilnahme Suns.
Im September gewann er bei den Asienspielen Gold über 1500 und 400 m Freistil sowie in der Freistilstaffel über 4 × 100 m.

### Olympische Spiele 2016
2016 wurde er Olympiasieger über 200 m Freistil.
Bei den Schwimmweltmeisterschaften 2017 in Budapest gewann der damals 25-Jährige im Juli über die 200 m und die 400 m Freistil die Goldmedaillen. Über die 800 m wurde er Fünfter.

### Verhinderte Dopingkontrolle 2018
Im September 2018 entzog sich Sun einer unangekündigten Dopingkontrolle. Laut eines Berichts des Weltverbandes FINA soll es an dem Abend in Suns Anwesen in der chinesischen Provinz Zhejiang turbulent zugegangen sein, schließlich habe Sun Yang zumindest eine Blut-, aber keine Urinprobe abgegeben. Allerdings zerschlug ein Wachmann das Behältnis der Blutprobe später mit einem Hammer, Sun habe daneben gestanden und mit der Taschenlampenfunktion seines Handys Licht gespendet. WADA-Vertreter Richard Young stützte diese Darstellung nachdrücklich: „Der Dopingkontrolleur wollte das Haus mit der Blutprobe verlassen“, sagte er. „Sun Yang und seine Entourage machten aber klar: Auf gar keinen Fall wird der Kontrolleur das tun.“ Die FINA sprach Yang im Januar 2019 von Betrugsvorwürfen frei und argumentierte, es seien die formalen Kriterien für die Kontrolle verletzt worden, da die Legitimation der Kontrolleure nicht in dreifacher Ausfertigung vorlag. Die WADA legte gegen diese Entscheidung Berufung ein und verwies auf eine fragwürdige Auslegung der geltenden Regularien. Sun Yang erklärte im November 2019 vor dem Internationalen Sportgerichtshof, dass die Kontrolleure damals aus seiner Sicht nicht ausreichend zu identifizieren gewesen seien. „Während der Inspektion habe ich gemerkt, dass die Kontrolleure keine Papiere dabei haben, die sie als Kontrolleure ausweisen“, sagte der 27-Jährige.
Bei den Schwimmweltmeisterschaften 2019 in Südkorea gewann er die Goldmedaillen über 200 m und 400 m Freistil. Aus Protest über den Umgang der FINA mit den Dopingvorwürfen gegen Sun weigerte sich der Zweitplatzierte des 400-m-Rennens, der Australier Mack Horton, mit dem Chinesen gemeinsam auf dem Podium zu stehen und verweigerte ein gemeinsames Siegerfoto. Dem Protest schloss sich Deutschlands Mannschaftssprecher Jacob Heidtmann an: „Dass der hier schwimmt, ist eine Frechheit für alle sauberen Athleten, für jeden, der für den sauberen Sport einsteht.“
Der Internationale Sportgerichtshof entschied im Februar 2020, Sun wegen „Manipulation einer Dopingprobe“ für acht Jahre zu sperren. Er folgte damit der Argumentation der WADA, die Einspruch gegen die Entscheidung der FINA eingelegt hatte. Da die Entscheidung nicht rückwirkend gilt, darf Sun die 2019 errungenen Weltmeistertitel behalten. Damit war Chinas „Schwimmstar“ unter anderem für die Olympischen Spiele in Tokio (2021) gesperrt. Er kündigte daraufhin an, Einspruch zu erheben. Im Dezember 2020 wurde das Urteil von einem Schweizer Bundesgericht wieder aufgehoben.
Im Juni 2021 sprach der Internationale Sportgerichtshof in einer Neuverhandlung eine Sperre von vier Jahren und drei Monaten gegen Yang aus. Die Sperre begann rückwirkend mit dem 28. Februar 2020 und ist damit im Juni 2024 abgelaufen.

## Persönliches
Im November 2013 wurde bekannt, dass Sun im Osten Chinas einen Autounfall mit Sachschaden verursachte. Da er zum Zeitpunkt des Unfalls keinen Führerschein besaß, wurde er zu einer einwöchigen Haftstrafe verurteilt. Er entschuldigte sich öffentlich und gab an, aufgrund des intensiven Trainings die Gesetzeslage nicht ausreichend zu kennen.

## Rekorde
| Weltrekorde (1) (12 Jahre später durch Robert Finke gebrochen)          | Weltrekorde (1) (12 Jahre später durch Robert Finke gebrochen) | Weltrekorde (1) (12 Jahre später durch Robert Finke gebrochen) | Weltrekorde (1) (12 Jahre später durch Robert Finke gebrochen) |
| ----------------------------------------------------------------------- | -------------------------------------------------------------- | -------------------------------------------------------------- | -------------------------------------------------------------- |
| 1500 m Freistil (auch olympischer Rekord)                               | 14:31,02 min                                                   | 4. August 2012                                                 | London                                                         |
| Asienrekorde (3)                                                        |                                                                |                                                                |                                                                |
| 400 m Freistil (auch olympischer Rekord)                                | 03:40,14 min                                                   | 28. Juli 2012                                                  | London                                                         |
| 200 m Freistil                                                          | 01:44,39 min                                                   | 25. Juli 2017                                                  | London                                                         |
| 4 × 100 m Freistil (zusammen mit Yu Hexin, Lin Yongqing und Ning Zetao) | 03:13,47 min                                                   | 24. September 2014                                             | Incheon                                                        |
| (Stand: 8. August 2017)                                                 |                                                                |                                                                |                                                                |